# Milia
Milia（みりあ、8月7日 - ）は、千葉県柏市出身の女性シンガーソングライター。 

## プロフィール
大学時代に所属していた軽音部にてベースを弾き始め

、バンド活動を経て、
2001年から「吉田未来」名義で、ピアノの弾き語りを中心としたシンガーソングライターとしての活動を開始、
後に「MILAI」に改名して活動を続ける

。
2007年11月より、「MILAI」の活動と並行して「Milia」名義でニコニコ動画への投稿を開始し、
VOCALOIDオリジナル曲のカバーや自らのオリジナル楽曲を発表。優しく柔らかな歌声で人気を博す。
2011年、VOCALOIDを使用するアーティストによるユニット、1mmに参加し

、
ニコニコ動画で活動するミュージシャンが参加したVOCALOID楽曲イベント「ドキッ☆ ボカロ曲だらけの生ライブ」に出演。
同イベントで新宿BLAZEは2日間に渡り満員となった

。
2014年にはVOCALOID「KAITO」の声を担当した風雅なおととデュエットを披露した
「カンタレラ ver. 風雅なおと・Milia」がニコニコ動画で公開され、90万を越える再生回数を記録している

。
本人の誕生日である8月7日前後には毎年バースデーライブを開催しており、
2016年には音楽活動15周年を記念したワンマンライブを開催、
「Milia」としての活動10周年を迎えた2017年からは、「Milia」名義で同ライブを開催している

。
2023年には、VOICEVOX「あいえるたん」の音声を提供した。

## 活動
- シンガーソングライターとして自ら作詞・作曲した楽曲を発表する他、VOCALOIDプロデューサーの提供曲に対し、作詞や歌唱を行った楽曲も発表している[11]。

- 自らがベースボーカルを担当するバンド「LAST QUARTER」としても活動[2]。また、サポートミュージシャンとしてベースでの出演も行っている[12]。

- 自作のオリジナルキャラクター、「バケちゃん」[2]が存在し、オフィシャルサイトのロゴやCDジャケット、本人のサインに描かれている。

- 演技の経験もあることから、MCやナレーション、朗読等の活動も行っており[1]、アルバム「FUTURE AIRLINES」発表時には作品のテーマに合わせ、空港のアナウンスをイメージしたナレーションも公開した[13]。小学校3年生から経験のある書道[14]、ダンス[15]も披露するなど、多彩な活動を見せる。

## ディスコグラフィ
| 発売日     | タイトル                                                                     | 収録曲／参加曲 |
| ---------- | ---------------------------------------------------------------------------- | --- |
| 2018.08.10 | ジョバンニと魔女「魔女の覚醒 - Epifania con la strega -」                    | Tr.6「awakening」 作詞 作曲 編曲（Milia & niu） 歌 |
| 2018.04.29 | Milia「FUTURE AIRLINES」                                                     | Tr.1「Once again」 Tr.2「トリコロールエアライン」 Tr.3「vostok」 Tr.4「メガネキューティ」 Tr.5「光をあつめて」 Tr.6「十年後の私十年後の未来」 Tr.7「さよならメガネキューティ」 Tr.8「渚の墓標」                                                         |
| 2017.08.20 | ジョバンニと魔女「ジョバンニと魔女 3 - Giovanni e la strega - Espansione」   | Tr.3「時空の旅人」 作詞 作曲 編曲 歌 |
| 2016.12.01 | Piatica×みかりんproject「Ange」                                              | 「優しいPromise(約束)」、「未来のシルシ」 歌：MILAI (Milia) |
| 2016.08.14 | ジョバンニと魔女「ジョバンニと魔女 2 - Giovanni e la strega - Rinascimento」 | Tr.8「Rebirth」 作詞 作曲 編曲 歌 |
| 2015.09.01 | みかりんproject「家族~Ohana~mana (PiaticaRemixVer.Milia)」                   | 「家族~Ohana~mana (PiaticaRemixVer.Milia)」 |
| 2015.08.16 | ジョバンニと魔女「ジョバンニと魔女 - Giovanni e la strega -」                | Tr.4「魔法のメロディ」 作詞 作曲 編曲 歌 |
| 2013.04.27 | Milia「ヨアケ」                                                              | Tr.1「コトリのパン屋さん」 Tr.2「once again」 Tr.3「心的生命論」 Tr.4「awoy」 Tr.5「夜明け」 |
| 2012.03.16 | THE 39's「アコミク with VOCALISTS」                                          | Tr.2「サイハテ feat.Milia」 歌 |
| 2012       | Milia「Angel's Voice」                                                       | Tr.1「Opening by Milia GUMI MIKU MEW」 Tr.2「Airplane」 Tr.3「Last Melody」 Tr.4「Airplane feat.MIKU」 Tr.5「Last Melody feat.GUMI」 |
| 2009.09.06 | Milia「うたのおくりもの」                                                    | Tr.1「つきうさぎ」 Tr.2「celluloid」 Tr.3「サウンド」 Tr.4「桜の季節」 Tr.5「白の季節」 Tr.6「サクラアメ」 Tr.7「濡羽の景」 Tr.8「ライフストリーム」 Tr.9「*ハロー、プラネット。」 Tr.10「おやすみのうた」 Tr.11「≪BONUS TRACK≫ つきうさぎ piano ver.」 |
| 2008.03.09 | Milia「wing」                                                                | Tr.1「wing」 Tr.2「Prism」 Tr.3「NEVER END ～Acoustic Ver.～」 Tr.4「silent night ～Bell ver.～」 |
| 2005.10.10 | MILAI「MILAI」                                                               | Tr.1「Airplane」 Tr.2「花咲く」 Tr.3「My way」 Tr.4「Lumiere」 Tr.5「祈り」 Tr.6「NEVER END」 Tr.7「優しい夢」 Tr.8「moonlight song」 Tr.9「Lighting」 Tr.10「未来へ」                                                                                  |
| 2002.12.20 | Yotsuyatenmado presents「PIANO & WOMAN -Episode 01-」                        | Tr.8「My Way／吉田未来」 |
| 2002.10.04 | マルガリータ「8stories」                                                     | Tr.1「SUNRISE SUNSET」 Tr.2「Never Say Die」 Tr.3「Lumiere」 Tr.4「You must love chercy」 Tr.5「sun & moon」 Tr.6「バラ」 Tr.7「My way」 Tr.8「silent night」                                                                                           |
| 2002.01.18 | 吉田未来(Miki Yoshida)「mp～mezzo piano～」                                  | Tr.1「introduction」 Tr.2「place」 Tr.3「Lumiere」 Tr.4「夜」 Tr.5「silent night」 Tr.6「Jodie」 |

## 写真集
- MILAI records「Portraits β版 ＠xmiliax」